# Sommer-Paralympics 1960/Tischtennis
Bei den Sommer-Paralympics 1960 in Rom wurden in insgesamt 11 Wettbewerben im Tischtennis Medaillen vergeben. Es wurden Einzel- und Doppelwettbewerbe ausgetragen.

## Klassen
Es wurden drei Klassen beim Tischtennis unterschieden. Die Klassen A, B und C waren bei den Frauen als auch bei den Männern vertreten.
In den Einzelwettbewerben der Frauen und der Männern sowie in den Doppelwettbewerben der Männer spielte man in allen drei Klassen. Bei den Frauen wurde der Doppelwettbewerb nur in den Klassen B und C ausgetragen.

## Medaillengewinner Frauen

### Einzel
Klasse A
| Platz | Land                   | Spieler          |
| ----- | ---------------------- | ---------------- |
| 1     | Vereinigtes Königreich | Barbara Anderson |
| 2     | Israel                 | Mati Angel       |
| 3     | Norwegen               | Tora Lysoe       |

Klasse B
| Platz | Land        | Spieler                  |
| ----- | ----------- | ------------------------ |
| 1     | Deutschland | Marlene Mühlendyck       |
| 2     | Österreich  | Manette Berger-Waldenegg |
| 3     | Italien     | Anna Maria Toso          |

Klasse C
| Platz | Land                   | Spieler      |
| ----- | ---------------------- | ------------ |
| 1     | Belgien                | Yvette Alloo |
| 2     | Österreich             | Ilse Scharf  |
| 3     | Vereinigtes Königreich | Diana Gubbin |

### Doppel
Klasse B
| Platz | Land                   | Spieler                              |
| ----- | ---------------------- | ------------------------------------ |
| 1     | Österreich             | Manette Berger-Waldenegg Rosa Kühnel |
| 2     | Italien                | Maria Scutti Anna Maria Toso         |
| 3     | Vereinigtes Königreich | Froggart Susan Masham                |

Klasse C
| Platz | Land                   | Spieler                              |
| ----- | ---------------------- | ------------------------------------ |
| 1     | Österreich             | Manette Berger-Waldenegg Ilse Scharf |
| 2     | Vereinigtes Königreich | Edwards Diana Gubbin                 |
| 3     | Deutschland            | Marlene Mühlendyck Zander            |

## Medaillengewinner Männer

### Einzel
Klasse A
| Platz | Land                   | Spieler           |
| ----- | ---------------------- | ----------------- |
| 1     | Vereinigtes Königreich | Tommy Taylor      |
| 2     | Italien                | Domenico Cascella |
| 3     | Vereinigtes Königreich | M. Beck           |

Klasse B
| Platz | Land       | Spieler           |
| ----- | ---------- | ----------------- |
| 1     | Österreich | Engelbert Rangger |
| 2     | Italien    | Francesco Scalzo  |
| 3     | Italien    | Federico Zarilli  |

Klasse C
| Platz | Land    | Spieler            |
| ----- | ------- | ------------------ |
| 1     | Italien | Giovanni Berghella |
| 2     | Malta   | Moses Azzopardi    |
| 3     | Italien | Federico Zarilli   |

### Doppel
Klasse A
| Platz | Land                   | Spieler                       |
| ----- | ---------------------- | ----------------------------- |
| 1     | Vereinigtes Königreich | M. Beck Tommy Taylor          |
| 2     | Niederlande            | Gerard Jacobs Piet van Aart   |
| 3     | Österreich             | Hans Paulhart Heinz Schneider |

Klasse B
| Platz | Land                   | Spieler                            |
| ----- | ---------------------- | ---------------------------------- |
| 1     | Italien                | Giovanni Ferraris Federico Zarilli |
| 2     | Australien             | Bill Mather-Brown Bruno Moretti    |
| 3     | Vereinigtes Königreich | Ronnie Foster Phillips             |

Klasse C
| Platz | Land                   | Spieler                            |
| ----- | ---------------------- | ---------------------------------- |
| 1     | Italien                | Franco Rossi Aroldo Ruschioni      |
| 2     | Italien                | Giovanni Ferraris Federico Zarilli |
| 3     | Vereinigtes Königreich | Phillips George Swindlehurst       |

## Medaillenspiegel Tischtennis
| Medaillenspiegel Tischtennis | Medaillenspiegel Tischtennis | Medaillenspiegel Tischtennis | Medaillenspiegel Tischtennis | Medaillenspiegel Tischtennis | Medaillenspiegel Tischtennis |
| Platz                        | Land                         | G                            | S                            | B                            | Gesamt                       |
| ---------------------------- | ---------------------------- | ---------------------------- | ---------------------------- | ---------------------------- | ---------------------------- |
| 1                            | Italien                      | 3                            | 4                            | 3                            | 10                           |
| 2                            | Österreich                   | 3                            | 2                            | 1                            | 6                            |
| 3                            | Vereinigtes Königreich       | 3                            | 1                            | 5                            | 9                            |
| 4                            | Deutschland                  | 1                            | −                            | 1                            | 2                            |
| 5                            | Belgien                      | 1                            | −                            | −                            | 1                            |
| 6                            | Australien                   | −                            | 1                            | −                            | 1                            |
| 6                            | Israel                       | −                            | 1                            | −                            | 1                            |
| 6                            | Malta                        | −                            | 1                            | −                            | 1                            |
| 6                            | Niederlande                  | −                            | 1                            | −                            | 1                            |
| 10                           | Norwegen                     | −                            | −                            | 1                            | 1                            |